# Erie (Illinois)
Erie ist ein Ort (mit dem Status „Village“) im Whiteside County im Nordwesten des US-amerikanischen Bundesstaates Illinois. Das U.S. Census Bureau hat bei der Volkszählung 2020 eine Einwohnerzahl von 1.518 ermittelt.

## Geografie
Erie liegt auf 41°39′23″ nördlicher Breite und 90°04′45″ westlicher Länge und erstreckt sich über rund vier Quadratkilometer. Der Ort bildet das Zentrum der Erie Township. 
Erie liegt unweit des Rock River, rund 20 km östlich des Mississippi, der die Grenze zu Iowa bildet. Benachbarte Orte sind Lyndon (15 km  nordöstlich), Prophetstown (15,5 km östlich), Hillsdale (9,7 km südwestlich) und Morrison (23 km nordöstlich).
Die nächstgelegenen größeren Städte sind Dubuque in Iowa (130 km nordwestlich), Rockford (132 km nordöstlich), Chicago (218 km östlich), Peoria (139 km südsüdöstlich), die Quad Cities (50,6 km südwestlich) sowie Cedar Rapids in Iowa (167 km westnordwestlich).

## Verkehr
Etwa zwei Kilometer nördlich des Ortsrandes verläuft die Interstate 88, die Chicago mit den Quad Cities verbindet. Durch das Zentrum von Erie verlaufen keine überregionalen Fernstraßen. 
Durch Erie verläuft eine Eisenbahnlinie der BNSF Railway, die entlang des Rock River führt.
Der nächstgelegene Flughafen ist der 51,4 km südwestlich gelegene Quad City International Airport.

## Demografische Daten
Nach der Volkszählung im Jahr 2010 lebten in Erie 1602 Menschen in 648 Haushalten. Die Bevölkerungsdichte betrug 400,5 Einwohner pro Quadratkilometer. In den 648 Haushalten lebten statistisch je 2,47 Personen. 
Ethnisch betrachtet setzte sich die Bevölkerung zusammen aus 98,3 Prozent Weißen, 0,2 Prozent Afroamerikanern, 0,1 Prozent (zwei Personen) amerikanischen Ureinwohnern sowie 0,2 Prozent Asiaten; 1,2 Prozent stammten von zwei oder mehr Ethnien ab. Unabhängig von der ethnischen Zugehörigkeit waren 1,1 Prozent der Bevölkerung spanischer oder lateinamerikanischer Abstammung. 
24,3 Prozent der Bevölkerung waren unter 18 Jahre alt, 58,3 Prozent waren zwischen 18 und 64 und 17,4 Prozent waren 65 Jahre oder älter. 52,2 Prozent der Bevölkerung war weiblich.
Das mittlere jährliche Einkommen eines Haushalts lag bei 46.691 USD. Das Pro-Kopf-Einkommen betrug 22.887 USD. 5,9 Prozent der Einwohner lebten unterhalb der Armutsgrenze.

## Persönlichkeiten
- Hettie Belle Ege (1861–1942), Mathematikerin und Hochschullehrerin